# От-Бассен
От-Бассен (фр. Hauts-Bassins) — область на крайньому заході Буркіна-Фасо.
- Адміністративний центр — місто Бобо-Діуласо.
- Площа — 26 606 км², населення — 1 410 284 людини (2006).

Утворена в 2001 році. Чинний губернатор — Бебрігда Ведраого.

## Географія
На північному сході межує з областю Букле-ду-Мухун, на південному сході з Південно-Західною областю, на півдні з Каскадес, на північному заході з Малі.
В області От-Бассен знаходяться витоки річки Вольта (Чорної Вольти). Клімат в області — вологий, тропічний, що забезпечує сприятливі умови для рослинності.

## Адміністративний поділ
В адміністративному відношенні область От-Бассен підрозділяється на 3 провінції:
| № | Провінція | Адм. центр   | Населення, чол. (2006) |
| - | --------- | ------------ | ---------------------- |
| 1 | Уе        | Бобо-Діуласо | 902662                 |
| 2 | Кенедугу  | Ородара      | 283463                 |
| 3 | Тюї       | Унде         | 224159                 |

## Економіка
От-Бассен — один із найрозвинутіших індустріальних регіонів Буркіна-Фасо. Тут є металообробні і текстильні виробництва, підприємства з виробництва продуктів харчування.